# Осинская даруга

Карта: «Деление Уфимской провинции и Башкирии на дороги», Ландскарты Оренбургской губернии" Красильникова, 1755 год

Оси́нская дару́га — административно-территоральная единица Оренбургской губернии. Включала северную часть губернии, средние течения рек Бирь и Танып и бассейн реки Буй.

## История
Осинская дорога занимала территорию севернее Уфы, пролегающую узкой полосой между Казанской и Сибирской дорогами, между реками Белая и Уфа. Название происходит от расположения — от центра Уфимского уезда в сторону Осинской слободы.
13 августа 1737 года Оса получила статус города с определением в нём особого воеводы от Сената, воевода был в подчинении Уфимской провинции. К нему приписаны дворцовые крестьяне до Сарапула, ему же подчинена Гайнинская волость Уфимского уезда и ясачные Казанского уезда по реке Сиве для сбора всяких доходов.
В 1739 году Осинская дорога состояла из 5 волостей: Гайнинской-214 дворов, Иректинской-183 двора, Верхне-Уранской-572 двора, Нижне-Уранской-106 дворов и Тазларской-52 двора.
В 1772 году Осинская дорога состояла из 3 волостей: Гайнинской-795 дворов, Иректинской-352 двора и Уранской-226 дворов.
С введением деления на уезды в 1781 году на территории Осинской дороги были образованы части Бирского и Уфимского уездов Уфимского наместничества и Осинского уезда Пермского наместничества.
Окончательно упразднена после введения кантонной системы управления в Башкортостане в 1798 году.